# 제주특별자치도경찰청
제주특별자치도경찰청(濟州特別自治道警察廳, Jeju Provincial Police Agency)은 제주특별자치도의 치안에 관한 사무를 관장하는 기관이다. 청장은 치안감이며 제주특별자치도 제주시 노형동 위치하고 있다.

## 연혁
- 1945년 10월 21일 국립경찰 창립과 동시 제8관구(전남)경찰청 제22구경찰서로 발족, 초대 서장 신우균[3]
- 1946년 9월 11일 제주감찰청으로 승격, 제3대 김대봉 서장 부임
- 1946년 12월 14일 서귀포지서가 제2구경찰서로 승격(7개지서 1개 출장소를 둠)
- 1947년 2월 17일 제주감찰청을 제주경찰감찰청으로 개칭
- 1948년 11월 19일 제주도경찰국으로 개칭 (5과 설치)
- 1986년 11월 20일 제주국제공항경찰대 창설
- 1991년 8월 1일 제주도지방경찰청으로 변경
- 2000년 3월 23일 지방경찰학교 개소
- 2000년 10월 5일 기마경찰대 창설
- 2005년 7월 5일 경찰특공대 신설
- 2006년 7월 1일 제주특별자치도지방경찰청으로 변경
- 2021년 1월 1일 자치경찰제 도입에 따라 제주특별자치도경찰청으로 변경

### 역대 청장
| 대수 | 이름   | 임기                                |
| ---- | ------ | ----------------------------------- |
| 1대  | 임우상 | 1991년 8월 1일 ~ 1992년 4월 9일     |
| 2대  | 예계해 | 1992년 4월 10일 ~ 1992년 7월 9일    |
| 3대  | 안병욱 | 1992년 7월 10일 ~ 1993년 3월 14일   |
| 4대  | 장근식 | 1993년 3월 15일 ~ 1993년 6월 14일   |
| 5대  | 박양배 | 1993년 6월 15일 ~ 1993년 9월 22일   |
| 6대  | 이경덕 | 1993년 9월 23일 ~ 1994년 7월 18일   |
| 7대  | 최기호 | 1994년 7월 19일 ~ 1995년 7월 9일    |
| 8대  | 김윤근 | 1995년 7월 10일 ~ 1996년 6월 30일   |
| 9대  | 양영규 | 1996년 7월 1일 ~ 1997년 8월 11일    |
| 10대 | 서성근 | 1997년 8월 12일 ~ 1998년 3월 12일   |
| 11대 | 전판용 | 1998년 3월 13일 ~ 1999년 1월 28일   |
| 12대 | 현성일 | 1999년 1월 29일 ~ 1999년 11월 19일  |
| 13대 | 남국현 | 1999년 11월 20일 ~ 2000년 12월 6일  |
| 14대 | 류봉안 | 2000년 12월 7일 ~ 2001년 11월 25일  |
| 15대 | 염국현 | 2001년 11월 26일 ~ 2002년 11월 18일 |
| 16대 | 류환춘 | 2002년 11월 19일 ~ 2003년 3월 26일  |
| 17대 | 배무종 | 2003년 3월 27일 ~ 2004년 1월 15일   |
| 18대 | 한휴택 | 2004년 1월 16일 ~ 2005년 1월 25일   |
| 19대 | 김인옥 | 2005년 1월 26일 ~ 2005년 6월 24일   |
| 20대 | 류정선 | 2005년 6월 24일 ~ 2006년 2월 20일   |
| 21대 | 박종환 | 2006년 2월 21일 ~ 2006년 12월 4일   |
| 22대 | 임재식 | 2006년 12월 4일 ~ 2008년 3월 6일    |
| 23대 | 김상렬 | 2008년 3월 7일 ~ 2009년 3월 11일    |
| 24대 | 최광화 | 2009년 3월 12일 ~ 2010년 1월 7일    |
| 25대 | 박천화 | 2010년 1월 8일 ~ 2010년 12월 5일    |
| 26대 | 신용선 | 2010년 12월 6일 ~ 2011년 11월 7일   |
| 27대 | 정철수 | 2011년 11월 28일 ~ 2012년 6월 15일  |
| 28대 | 이중구 | 2012년 6월 18일 ~ 2012년 10월 29일  |
| 29대 | 장전배 | 2012년 10월 30일 ~ 2013년 4월 10일  |
| 30대 | 김성근 | 2013년 4월 11일 ~ 2013년 12월 24일  |
| 31대 | 김덕섭 | 2013년 12월 27일 ~ 2014년 12월 3일  |
| 32대 | 이승철 | 2014년 12월 4일 ~ 2015년 12월 28일  |
| 33대 | 이재열 | 2015년 12월 29일 ~ 2016년 11월 30일 |
| 34대 | 이상정 | 2016년 12월 1일 ~ 2018년 7월 29일   |
| 35대 | 이상철 | 2018년 7월 30일 ~ 2019년 7월 3일    |
| 36대 | 김병구 | 2019년 7월 4일 ~ 2020년 8월 6일     |
| 37대 | 김원준 | 2020년 8월 7일 ~ 2020년 12월 31일   |
| 38대 | 강황수 | 2021년 1월 1일 ~ 2021년 12월 16일   |
| 39대 | 고기철 | 2021년 12월 17일 ~ 2022년 6월 21일  |
| 40대 | 이상률 | 2022년 6월 22일 ~ 2023년 10월 29일  |
| 41대 | 이충호 | 2023년 10월 30일 ~ 2024년 8월 16일  |
| 42대 | 김수영 | 2024년 8월 16일 ~                   |

## 관할 경찰서
- 제주동부경찰서
- 제주서부경찰서
- 서귀포경찰서

## 같이 보기
- 대한민국 경찰청
- 제주특별자치도자치경찰단